# Nebria christinae
Nebria christinae (лат.) — вид жуков-жужелиц из подсемейства плотинников. Распространён в Непале. Встречается на высоте 4200—4900 метров над уровнем моря. Обитает в почве около ручьёв талой воды. Вид назван в честь Christina Diehl.
Длина тела имаго 10—11 мм. Жуки тёмно-коричневые или чёрные, блестящие. Придатки головы бурые. Ноги чёрные, лапки коричневые.
Имаго Nebria christinae отличаются от имаго Nebria rasa, Nebria zayula и Nebria schawalleri отсутствием щетинок на части поверхности надкрылий.